# Зимові Олімпійські ігри

Мапа світу, на якій позначено місця проведення Зимових Олімпіад

Зимові Олімпійські ігри, відомі також як Зимова Олімпіада — міжнародні змагання із зимових видів спорту, що проводяться кожних чотири роки під егідою Міжнародного олімпійського комітету в рамках Олімпійського руху. Перша Зимова Олімпіада була проведена в 1924 році. До 1992 року Зимові Олімпійські ігри проходили того ж календарного року, що й Літні Олімпійські ігри. Починаючи з 1994 року, зимові олімпіади проходять у проміжку між двома літніми олімпіадами.

## Види спорту
Зимові Олімпіади почали проводитися з 1924 року, але деякі зимові види спорту входили до програми Літніх Олімпіад, що проводилися раніше.
| Союз/Федерація | Вид спорту          | Дебют        | Дисципліни                                                                                            |
| -------------- | ------------------- | ------------ | --- |
| FIS            | Гірськолижний спорт | 1936         | Швидкісний спуск, супергігант, гігантський слалом, слалом, комбінація                                 |
|                | Лижні перегони      | 1924         | Індивідуальний спринт, командний спринт, перегони з роздільним стартом, мас-старт, естафета, скіатлон |
|                | Стрибки з трампліна | 1924         | Великий трамплін, командна першість, нормальний трамплін                                              |
|                | Лижне двоборство    | 1924         | Індивідуальні змагання, спринт, естафета                                                              |
|                | Фристайл            | 1992         | Могул, лижна акробатика, скікрос, хафпайп, слоупстайл                                                 |
|                | Сноубординг         | 1998         | Біг-ейр, паралельний слалом, слоупстайл, сноуборд-кросс, хафпайп                                      |
| IBU            | Біатлон             | 1960         | Спринт, індивідуальні перегони, перегони переслідування, масстарт, естафета, змішана естафета         |
| ISU            | Фігурне катання     | 1908/1924    | Чоловіче одиночне катання та Жіноче одиночне катання, пари, танці на льоду, командне катання          |
|                | Ковзанярський спорт | 1924         | 500 м, 1000 м, 1500 м, 3000 м, 5000 м, 10000 м, командні перегони                                     |
|                | Шорт-трек           | 1992         | 500 м, 1000 м, 1500 м, естафета                                                                       |
| FIBT           | Бобслей             | 1924         | Двійки, четвірки, монобоб                                                                             |
|                | Скелетон            | 1928/48/2002 | |
| FIL            | Санний спорт        | 1964         | Одномісні сани, двомісні сани, командна естафета                                                      |
| IIHF           | Хокей із шайбою     | 1920/1924    | |
| WCF            | Керлінг             | 1924/1998    | |

## Минулі та майбутні Зимові Олімпіади
| Рік  | Ігри                                    | Місто                    | Країна                                         |
| 1924 | I Зимові Олімпійські ігри               | Шамоні                   | Французька республіка                          |
| 1928 | II Зимові Олімпійські ігри              | Санкт-Моріц              | Швейцарія                                      |
| 1932 | III Зимові Олімпійські ігри             | Лейк-Плесід              | США                                            |
| 1936 | IV Зимові Олімпійські ігри              | Гарміш-Партенкірхен      | Третій Рейх                                    |
| 1940 | (V) Зимові Олімпійські ігри (скасовано) | Гарміш-Партенкірхен      | Третій Рейх                                    |
| 1944 | (V) Зимові Олімпійські ігри (скасовано) | Кортіна-д'Ампеццо        | Королівство Італія                             |
| 1948 | V Зимові Олімпійські ігри               | Санкт-Моріц              | Швейцарія                                      |
| 1952 | VI Зимові Олімпійські ігри              | Осло                     | Норвегія                                       |
| 1956 | VII Зимові Олімпійські ігри             | Кортіна-д'Ампеццо        | Італія                                         |
| 1960 | VIII Зимові Олімпійські ігри            | Скво-Веллі               | США                                            |
| 1964 | IX Зимові Олімпійські ігри              | Інсбрук                  | Австрія                                        |
| 1968 | X Зимові Олімпійські ігри               | Гренобль                 | Франція                                        |
| 1972 | XI Зимові Олімпійські ігри              | Саппоро                  | Японія                                         |
| 1976 | XII Зимові Олімпійські ігри             | Інсбрук                  | Австрія                                        |
| 1980 | XIII Зимові Олімпійські ігри            | Лейк-Плесід              | США                                            |
| 1984 | XIV Зимові Олімпійські ігри             | Сараєво                  | Соціалістична Федеративна Республіка Югославія |
| 1988 | XV Зимові Олімпійські ігри              | Калгарі                  | Канада                                         |
| 1992 | XVI Зимові Олімпійські ігри             | Альбервіль               | Франція                                        |
| 1994 | XVII Зимові Олімпійські ігри            | Ліллехамер               | Норвегія                                       |
| 1998 | XVIII Зимові Олімпійські ігри           | Нагано                   | Японія                                         |
| 2002 | XIX Зимові Олімпійські ігри             | Солт-Лейк-Сіті           | США                                            |
| 2006 | XX Зимові Олімпійські ігри              | Турин                    | Італія                                         |
| 2010 | XXI Зимові Олімпійські ігри             | Ванкувер                 | Канада                                         |
| 2014 | XXII Зимові Олімпійські ігри            | Сочі                     | Росія                                          |
| 2018 | XXIII Зимові Олімпійські ігри           | Пхьончхан                | Республіка Корея                               |
| 2022 | XXIV Зимові Олімпійські ігри            | Пекін                    | Китайська Народна Республіка                   |
| 2026 | XXV Зимові Олімпійські ігри             | Мілан, Кортіна-д'Ампеццо | Італія                                         |

## Сумарний медальний залік зимових Ігор
Країни, що припинили виступи на Олімпійських іграх
| Місце                | НОК                                 | Золото | Срібло | Бронза | Загалом |
| -------------------- | ----------------------------------- | ------ | ------ | ------ | ------- |
| 1                    | Норвегія (NOR)                      | 148    | 134    | 123    | 405     |
| 2                    | США (USA)                           | 114    | 121    | 95     | 330     |
| 3                    | Німеччина (GER)                     | 104    | 98     | 65     | 267     |
| 4                    | СРСР (URS)*                         | 78     | 57     | 59     | 194     |
| 5                    | Канада (CAN)                        | 77     | 72     | 76     | 225     |
| 6                    | Австрія (AUT)                       | 71     | 88     | 91     | 250     |
| 7                    | Швеція (SWE)                        | 65     | 51     | 60     | 176     |
| 8                    | Швейцарія (SUI)                     | 63     | 47     | 58     | 168     |
| 9                    | Нідерланди (NED)                    | 53     | 49     | 45     | 147     |
| 10                   | Росія (RUS)                         | 47     | 39     | 35     | 121     |
| 11                   | Фінляндія (FIN)                     | 45     | 65     | 65     | 175     |
| 12                   | Італія (ITA)                        | 42     | 43     | 56     | 141     |
| 13                   | Франція (FRA)                       | 41     | 42     | 55     | 138     |
| 14                   | НДР (GDR)*                          | 39     | 36     | 35     | 110     |
| 15                   | Південна Корея (KOR)                | 33     | 30     | 16     | 79      |
| 16                   | Китай (CHN)                         | 22     | 32     | 23     | 77      |
| 17                   | Японія (JPN)                        | 17     | 29     | 30     | 76      |
| 18                   | Велика Британія (GBR)               | 12     | 5      | 17     | 34      |
| 19                   | ФРН (FRG)*                          | 11     | 15     | 13     | 39      |
| 20                   | Чехія (CZE)                         | 10     | 11     | 13     | 34      |
| 21                   | Об'єднана команда (EUN)*            | 9      | 6      | 8      | 23      |
| 22                   | Білорусь (BLR)                      | 8      | 7      | 5      | 20      |
| 23                   | Об'єднана німецька команда (EUA)*   | 8      | 6      | 5      | 19      |
| 24                   | Польща (POL)                        | 7      | 7      | 9      | 23      |
| 25                   | Австралія (AUS)                     | 6      | 7      | 6      | 19      |
| 26                   | Олімпійський комітет Росії (ROC)*   | 5      | 12     | 15     | 32      |
| 27                   | Словенія (SLO)                      | 4      | 8      | 12     | 24      |
| 28                   | Хорватія (CRO)                      | 4      | 6      | 1      | 11      |
| 29                   | Словаччина (SVK)                    | 4      | 4      | 2      | 10      |
| 30                   | Естонія (EST)                       | 4      | 2      | 2      | 8       |
| 31                   | Україна (UKR)                       | 3      | 2      | 4      | 9       |
| 32                   | Чехословаччина (TCH)*               | 2      | 8      | 15     | 25      |
| 33                   | Спортсмени-олімпійці з Росії (OAR)* | 2      | 6      | 9      | 17      |
| 34                   | Ліхтенштейн (LIE)                   | 2      | 2      | 6      | 10      |
| 34                   | Угорщина (HUN)                      | 2      | 2      | 6      | 10      |
| 36                   | Бельгія (BEL)                       | 2      | 2      | 4      | 8       |
| 37                   | Нова Зеландія (NZL)                 | 2      | 2      | 2      | 6       |
| 38                   | Латвія (LAT)                        | 1      | 3      | 6      | 10      |
| 39                   | Казахстан (KAZ)                     | 1      | 3      | 4      | 8       |
| 40                   | Болгарія (BUL)                      | 1      | 2      | 3      | 6       |
| 41                   | Іспанія (ESP)                       | 1      | 1      | 3      | 5       |
| 42                   | Узбекистан (UZB)                    | 1      | 0      | 0      | 1       |
| 43                   | Югославія (YUG)*                    | 0      | 3      | 1      | 4       |
| 44                   | Люксембург (LUX)                    | 0      | 2      | 0      | 2       |
| 45                   | Північна Корея (PRK)                | 0      | 1      | 1      | 2       |
| 46                   | Данія (DEN)                         | 0      | 1      | 0      | 1       |
| 47                   | Румунія (ROU)                       | 0      | 0      | 1      | 1       |
| Загалом (47 збірних) | Загалом (47 збірних)                | 1171   | 1169   | 1160   | 3500    |

## Цікаві факти
Рекордсменом з проведення змагань є Альпи: тут Олімпійські ігри проводилися 10 разів (11, якщо рахувати ігри 2026 року). Чотири рази ігри відбувались у Кордильєрах, 2 рази в Скандинавських горах, 2 рази в Аппалачі, по одному разу: Динарські гори, Японські Альпи, Кавказькі гори, Східнокорейські гори. Один раз ігри проводилися в місцевості, в якій гори як такі відсутні — в Саппоро.
Зимові Олімпійські ігри ніколи не проводили у Південній півкулі.